# Oriska (Dakota del Norte)
Oriska es una ciudad ubicada en el condado de Barnes en el estado estadounidense de Dakota del Norte. En el censo de 2010 tenía una población de 118 habitantes y una densidad poblacional de 163,89 personas por km².

## Geografía
Oriska se encuentra ubicada en las coordenadas 46°55′53″N 97°47′26″O / 46.93139, -97.79056. Según la Oficina del Censo de los Estados Unidos, Oriska tiene una superficie total de 0.72 km², de la cual 0.72 km² corresponden a tierra firme y (0%) 0 km² es agua.

## Demografía
Según el censo de 2010, había 118 personas residiendo en Oriska. La densidad de población era de 163,89 hab./km². De los 118 habitantes, Oriska estaba compuesto por el 94.92% blancos, el 0% eran afroamericanos, el 0% eran amerindios, el 0% eran asiáticos, el 0% eran isleños del Pacífico, el 4.24% eran de otras razas y el 0.85% pertenecían a dos o más razas. Del total de la población el 4.24% eran hispanos o latinos de cualquier raza.